# Alliance internationale des employés de scène, de théâtre et de cinéma
 (février 2021).
Si vous disposez d'ouvrages ou d'articles de référence ou si vous connaissez des sites web de qualité traitant du thème abordé ici, merci de compléter l'article en donnant les références utiles à sa vérifiabilité et en les liant à la section « Notes et références ».
L’Alliance internationale des employés de scène, de théâtre et de cinéma ( A.I.E.S.T. : acronyme français, notamment usité au Québec) ou I.A.T.S.E. désigne le regroupement des gens qui travaillent dans l’industrie du spectacle, du cinéma et de tout autre domaine connexe quelle que soit la nature de leur travail ou de leur métier.  
« I.A.T.S.E. », ces cinq lettres sont à ce point connues[réf. nécessaire] qu’elles sont davantage un symbole et parfois un cri de ralliement plutôt qu’une description des préoccupations, de l’enracinement dans le milieu ou du vaste champ d’activités de l’organisation dont elles sont le sigle, organisation que ses membres appellent tout simplement «l’Internationale» ou «l’Alliance».

## Histoire
L’I.A.T.S.E. voit le jour en 1893, à l’époque où l’industrie du spectacle se résume essentiellement aux spectacles sur scène. Au cours de la vingtaine d’années suivantes, les machinistes, accessoiristes et électriciens de scène deviennent de véritables pionniers en obtenant une reconnaissance syndicale pour les métiers du spectacle. Ils réussirent même à faire de ce métier l’un des plus respectés et des mieux rémunérés en Amérique.  
À partir de 1908, peu après la naissance du cinéma, les projectionnistes à travers le continent se joignent à l’Alliance. Encore une fois, le syndicat livre et remporte la bataille pour sa reconnaissance syndicale et l’amélioration des salaires et des conditions de travail. Plus tard, au cours des années 1920, le mouvement de syndicalisation s’étendit aux studios de Hollywood et à tout le réseau de distribution de films, tant aux États-Unis qu’au Canada. Puis, dès les tout début de la télédiffusion commerciale, l’Alliance occupe une place de premier plan dans l’implantation de ce nouveau médium. Depuis quelques années l’Alliance accueille dans ces rangs, du personnel d’accueil œuvrant dans les parcs d’amusements, les arénas, les théâtres et les cinémas. Une fois de plus l’Alliance a révolutionné les conditions de travail de ces secteurs.

## L'Alliance aujourd'hui
Dans les salles de concert, les théâtres, les cinémas, les auditoriums, les arénas, les parcs d’amusements, les laboratoires de films, les centres culturels et autres endroits semblables, les membres de l’Alliance accomplissent une multitude de tâches aussi essentielles que variées : techniciens de scène, costumiers, projectionnistes, préposés à la billetterie, placier-portier, maquilleurs, coiffeurs, employés d’entretien, techniciens sur les plateaux de tournages, techniciens de laboratoire, employés de bureau et d’autres encore.  
On retrouve également ses membres à toutes les étapes de la production de films et de vidéos et dans tous les métiers qui s’y rapportent: directeurs artistiques, scripteurs, animateurs, décorateurs, peintres, dessinateurs, accessoiristes, machinistes, électriciens, directeurs photo, photographes de plateau, coiffeurs, maquilleurs, preneur de son, monteurs, techniciens de laboratoire, projectionnistes.  
Il y a maintenant plus de sept-cents sections locales de l’Alliance au Canada et aux États-Unis. Les plus anciennes d’entre elles, à commencer par celles qui ont été formées par les employés de scène, représentent des métiers spécifiques. Cependant, on retrouve souvent plusieurs métiers au sein des sections plus récentes, notamment en dehors des grands centres de production.  
Les membres de l’Alliance ont toujours été fiers du fait que leur organisation englobe l’ensemble des métiers du spectacle. Ainsi, l’implication des membres de l’Alliance va de la conception d’un film jusqu’à sa dernière représentation en salle et à son transfert sur bande magnétoscopique.
Il en va de même pour les spectacles : ses membres effectuent toutes les opérations nécessaires au montage et au déroulement du spectacle, depuis le déchargement des camions jusqu’à l’opération des équipements de haute technologie.  
De même qu’aujourd’hui dans plusieurs cinémas ses membres sont présents autant à la projection au niveau technique qu’au niveau du service à la clientèle, soit dès votre entrée au cinéma, de la billetterie au comptoir alimentaire en passant par le préposé à l’accueil.  
Cette inclusion de tous les métiers et leur unification au sein d’une même organisation ont été les principes directeurs de succès, comme en font foi non seulement la position influente qu’occupe l’Alliance dans le mouvement syndical, mais aussi les conditions de travail et de salaire dont jouissent ses membres, et qui demeurent parmi les meilleures jamais obtenues par des travailleurs spécialisés.
Comme le dit le proverbe, «l’union fait la force », et rien n’est plus fort que la réunion au sein d’une même organisation de tous les intervenants d’une industrie, quel que soit leur métier, leur secteur d’activité ou leur lieu de travail.